# Municipio de Santa Catarina Ayometla
El municipio de Santa Catarina Ayometla es uno de los 60 municipios que conforman el estado de Tlaxcala en los Estados Unidos Mexicanos. Su cabecera es la localidad de Santa Catarina Ayometla. El municipio fue de los últimos en fundarse en el estado de Tlaxcala a partir del decreto del 15 de agosto de 1995 del Congreso del Estado. El municipio es parte de la Zona Metropolitana de Puebla-Tlaxcala.

## Ubicación
El municipio se encuentra ubicado al sur del estado de Tlaxcala teniendo los siguientes límites municipales:
- Norte: Santa Cruz Quilehtla
- Sur: Xicohtzinco
- Este: Papalotla de Xicohténcatl y Xicohtzinco
- Oeste: Zacatelco